# Branda Castiglioni
Branda Castiglioni, conosciuto anche come Branda da Castiglione (Milano, 4 febbraio 1350 – Castiglione Olona, 3 febbraio 1443), è stato un cardinale, umanista e mecenate italiano.

## Biografia

### Giovinezza e apprendistato
Primogenito di una nobile famiglia milanese, i Castiglioni, era figlio di Maffiolo da Castiglione e di Lucrezia Porro, ebbe tre fratelli ed una sorella. Rinunciò ai privilegi della nobiltà per farsi clericus, cioè religioso.
Branda Castiglioni compì i suoi primi studi a Milano e nel 1374 lo troviamo iscritto nel Collegio dei nobili Giureconsulti di Milano. Si iscrisse e frequentò l'Università degli Studi di Pavia (fondata con un privilegio di Carlo IV nel 1361), conseguì il dottorato in diritto civile e canonico nell'anno accademico 1388/89 ed insegnò egli stesso diritto presso il medesimo ateneo.

### Alla corte pontificia

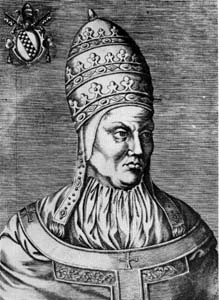
Bonifacio IX, al secolo Pietro Tomacelli

Nel 1389 Gian Galeazzo Visconti lo inviò a Roma alla corte pontificia di Bonifacio IX con lo scopo di ottenere privilegi a favore dell'Università di Pavia, l'autorizzazione all'insegnamento di teologia ed il conferimento delle stesse condizioni concesse all'Università di Bologna e all'Università di Parigi.
Nello stesso periodo fu nominato Uditore del Collegio della Sacra Rota dal papa Bonifacio IX, il quale lo inviò successivamente in Germania come legato pontificio. Nel 1393 fu arciprete della parrocchia di San Martino di Legnago in provincia di Verona e canonico della città di Tortona, nel 1398 possedeva sei benefici ecclesiastici nell'arcidiocesi di Milano e altri in Europa.
Nel 1401 papa Bonifacio IX gli affidò una missione a Colonia e nelle Fiandre come nunzio apostolico, e nel 1403 lo inviò in Ungheria ed in Transilvania.
Fu in questa occasione che nacque la profonda amicizia di Branda Castiglioni con Sigismondo di Lussemburgo, re dei romani ed imperatore d'Ungheria. Nel 1404 fu vescovo di Piacenza.
Nel 1409 partecipò al Concilio di Pisa indetto dai Padri conciliari per porre fine allo scisma d'Occidente e per risolvere una controversia tra un papa eletto dai romani ed un altro ad Avignone. Al termine del Concilio fu eletto papa Alessandro V (Pietro Filargo, arcivescovo di Milano) il quale omologò il Concilio ma morì pochi mesi dopo.  Suo successore fu il napoletano Baldassarre Cossa che si impose il nome di Giovanni XXIII. Il nuovo papa lo mandò in Ungheria come legato pontificio. Era il 16 agosto 1410.

### Cardinale
Il 6 giugno 1411 l'antipapa Giovanni XXIII lo nominò cardinale di Santa Romana Chiesa. Branda Castiglioni allora rinunciò alla sede vescovile di Piacenza e prese il titolo presbiterale di San Clemente. Come stemma personale conservò quello gentilizio della sua casata, aggiungendo però le nappe e il cappello cardinalizio; per motto araldico scelse invece il versetto del profeta Geremia:
fermatevi sulle strade, guardate,

informatevi dei sentieri antichi,

quale sia la via buona

e incamminatevi per essa

e troverete refrigerio per le vostre anime.»
La nomina a cardinale rafforzò la sua posizione presso Sigismondo e di conseguenza con il duca della città di Milano, Filippo Maria Visconti.

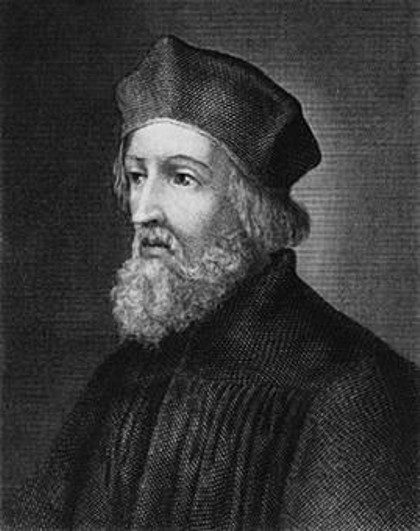
Il riformatore boemo Jan Hus

Il perdurare dello scisma rese necessaria l'apertura di un nuovo Concilio che si tenne a Costanza a partire dal 5 novembre 1413, alla presenza di Giovanni XXIII e di Sigismondo re d'Ungheria. Branda Castiglioni partecipò a parecchie sessioni e si adoperò per giungere ad un accordo. L'11 novembre del 1417 il conclave proclamò eletto papa Ottone Colonna, che assunse il nome di Martino V e fu l'unico papa riconosciuto da tutta la Chiesa. Nel 1418 Branda Castiglioni insieme ad altri undici cardinali accompagnò Martino V nel viaggio da Costanza a Milano dove la domenica 16 ottobre dello stesso anno consacrò l'altare maggiore del Duomo di Milano. Nel 1421 fu a Castiglione Olona dove annunciò al popolo festante la ricostruzione del suo borgo. Nello stesso anno fu inviato in Boemia da Martino V come legato con l'intento di arginare il movimento ereticale dei seguaci di Jan Hus e da qui a Colonia al fianco di un potente esercito imperiale capitanato da Filippo Scolari (detto Pippo Spano). Aveva 71 anni.

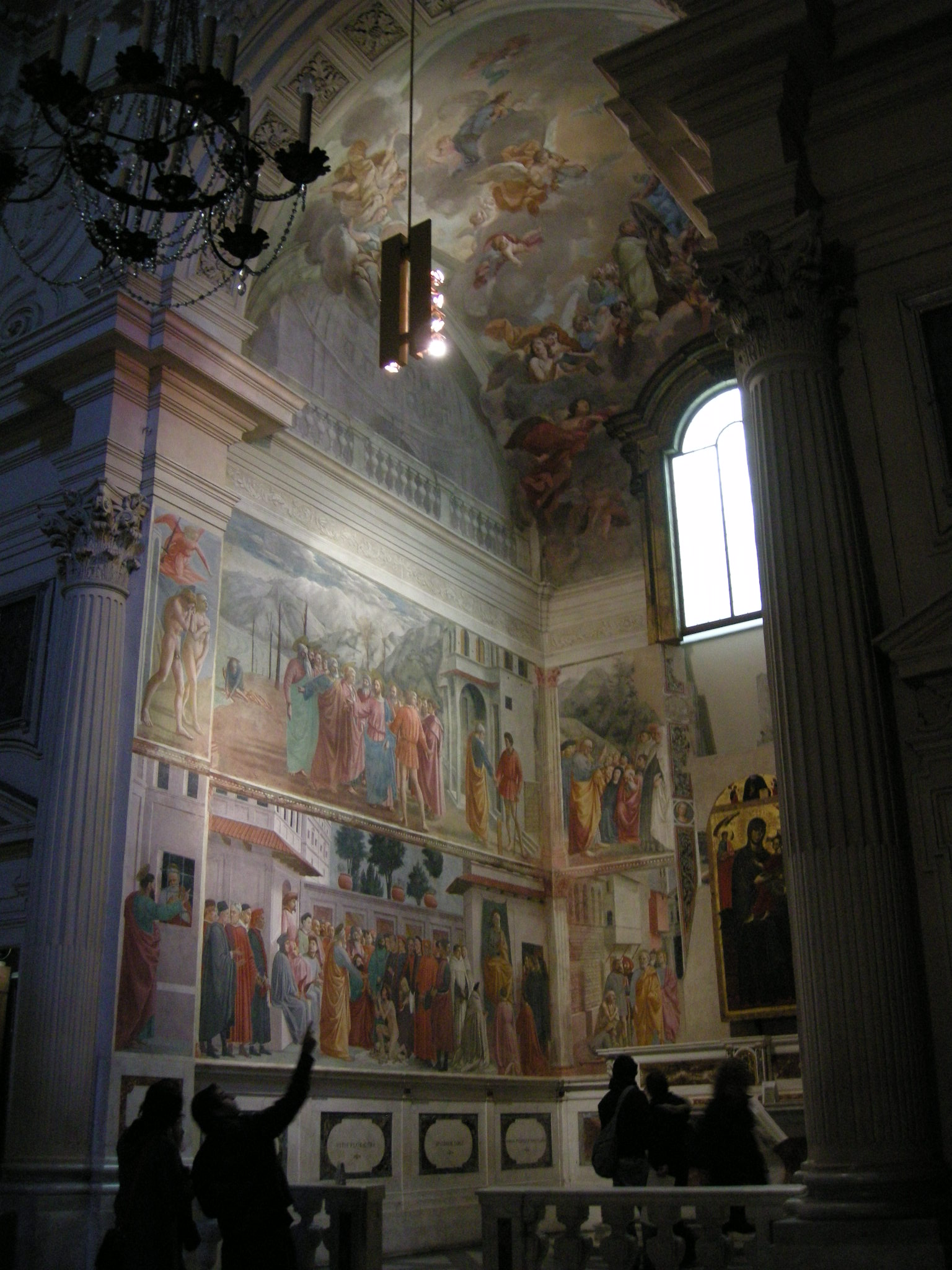
Firenze: la Cappella Brancacci

Terminata la crociata il cardinal Branda Castiglioni proseguì la sua attività missionaria e diplomatica in Ungheria, dove dal 1411 fu conte di Veszprém, poi passò nuovamente in Germania con l'incarico di riformare il clero tedesco.
Terminata la missione di legato pontificio in Boemia, Moravia, Germania, Ungheria e Polonia, nel marzo del 1425 fu a Castiglione Olona dove il 25 consacrò la chiesa parrocchiale: la Collegiata di Castiglione Olona.
Partecipò poi alle trattative tra le città di Milano e Firenze: era un grande amico della famiglia Medici, ma non volle mai tradire i Visconti.

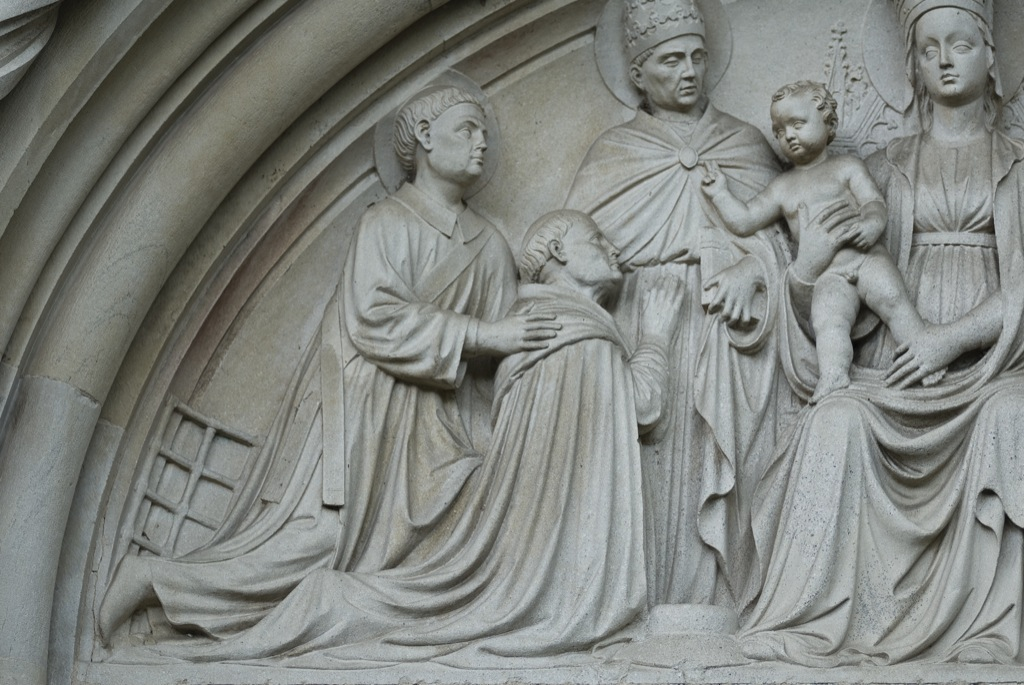
Cardinale Branda Castiglioni in ginocchio nella lunetta della Collegiata di Castiglione Olona, 1428.

Il 25 aprile dello stesso anno Branda Castiglioni conobbe Masolino da Panicale, in quei giorni impegnato a Firenze con Masaccio nell'affrescatura della Cappella Brancacci. Masolino partì nel settembre dello stesso anno per la terra d'Ungheria, in questa rincontrò il cardinale Branda Castiglioni che più tardi divenne il suo mecenate.
Nel 1431, dopo aver convocato alcune sessioni di un nuovo Concilio di Basilea, moriva papa Martino V.
Branda Castiglioni aveva 81 anni.
Gli successe Eugenio IV eletto dai Padri Conciliari di Branda Castiglioni. Il Concilio si concluse nel 1437 stabilendo che si sarebbe riconvocato a Firenze per tentare una riconciliazione tra la Chiesa cattolica e la Chiesa ortodossa di Grecia. Dal 1438 al 1442 il Concilio, nuovamente indetto, si tenne in varie sessioni tra le città di Firenze e Ferrara. Branda Castiglioni sottoscrisse in quel Concilio i più importanti documenti di papa Eugenio IV, fu ospite della casa dei Medici e consolidò con la città di Firenze rapporti intrapresi già con successo qualche anno prima.
Nel mese di ottobre del 1442 il cardinale Branda Castiglioni lasciò il Concilio di Firenze per tornare a Milano dove fu acclamato dal popolo festante, ed accolto, ci dicono i cronisti dell'epoca, con tutti gli onori.

### Morte
Rientrò a Castiglione Olona dove  l'11 dicembre si ammalò ed il 20 gennaio 1443 si diffusero notizie allarmanti sulla sua salute. Il 3 febbraio 1443 morì nel suo palazzo. Il giorno dopo avrebbe compiuto novantatré anni.

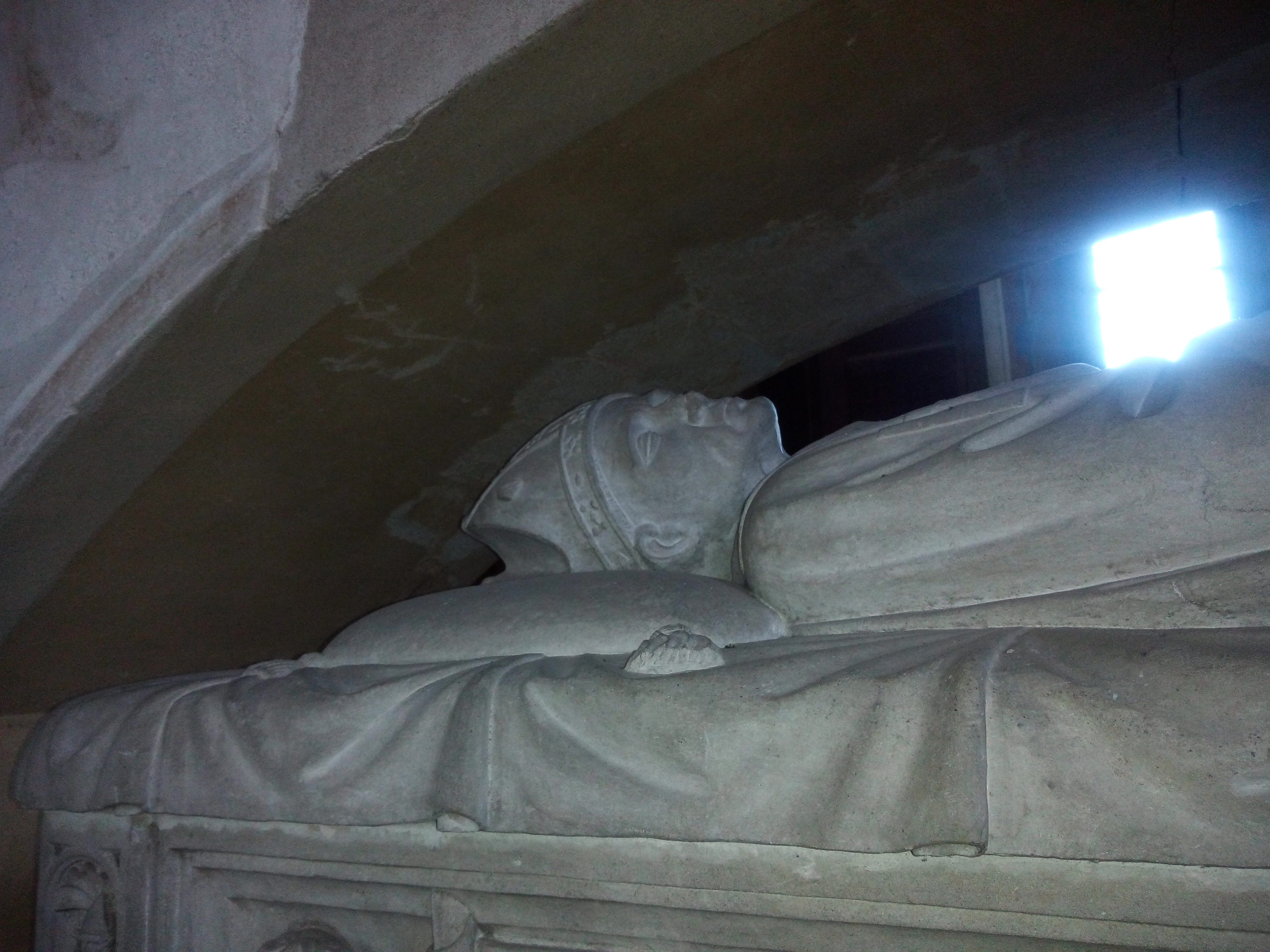
Volto del cardinale Branda Castiglioni scolpito sul coperchio della tomba presso la Collegiata di Castiglione Olona.

Qualche giorno dopo i familiari, le personalità politiche, religiose ed il popolo presenziarono ai solenni funerali. Leonardo Griffi compose l'elogio funebre e Giovanni da Olmütz, suo segretario, il Curriculum vitae e lo depose nel sarcofago ritrovato all'apertura dello stesso nel 1935. 
Il Cardinale fu sepolto nella Chiesa dei Santi Stefano e Lorenzo dove tutt'oggi ancora riposa.

## Memorie

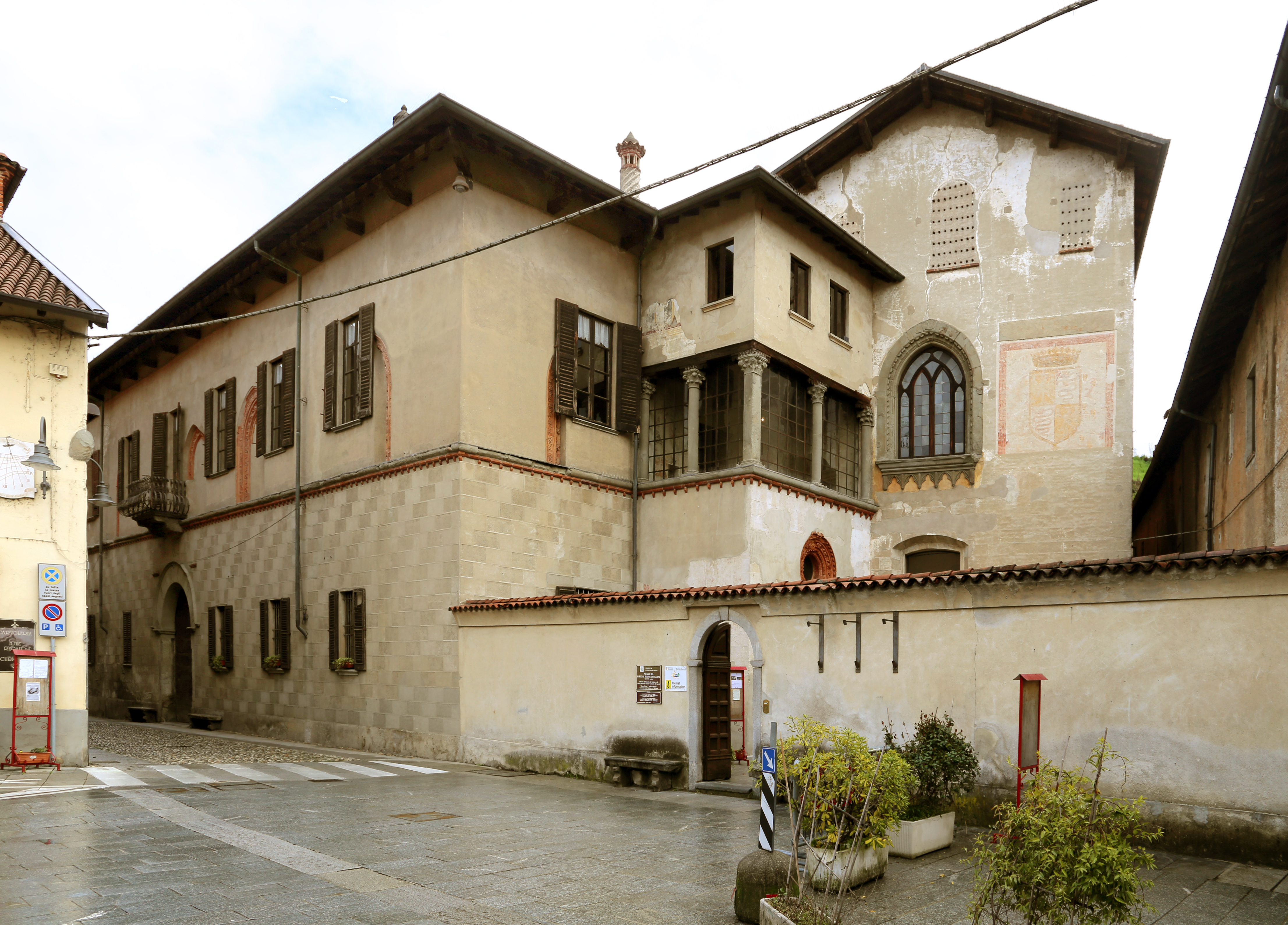
Castiglione Olona, Palazzo Branda

Di lui conserviamo ancora oggi un ritratto eseguito però nel XVII secolo conservato nella quadreria del Palazzo Branda Castiglioni, un busto in terracotta attribuito a Lorenzo di Pietro detto "il Vecchietta", sul portale dell'attuale municipio ed un'effigie a Pavia nel Collegio Castiglioni-Brugnatelli, sito nelle case da lui destinate al Collegio di S. Agostino. Il complesso di Castiglione Olona inoltre ricorda con ben tre ritratti il porporato: nella lunetta del portale della Collegiata, sul sarcofago, nell'affresco del Banchetto di Erode del Battistero, da lui fatto affrescare a Masolino, a cui aveva commissionato anche gli affreschi di una cappella della chiesa di S. Clemente di cui era cardinale.

## Mecenatismo
Amico di potenti, legato da profonde amicizie con i sovrani dell'epoca, attento alle correnti artistiche e letterarie del momento, il cardinale Branda Castiglioni fu un preciso punto di riferimento per tutta la cultura quattrocentesca.
Fu un principe della Chiesa, il mecenate di Castiglione Olona, di artisti come Masolino da Panicale, Lorenzo di Pietro detto il Vecchietta, Paolo Schiavo, fu umanista e letterato e si adoperò affinché il suo borgo fosse ridisegnato dopo le note vicende belliche, come una città ideale, con tutti i canoni urbanistici e sociali dettati dalla cultura umanistica.
Nel suo borgo portò la cultura, l'arte e la fede, ne fece il primo centro dell'Umanesimo toscano in Lombardia. Aprì così grandi cantieri, fece risistemare il suo Palazzo Branda, ne costruì uno per i suoi familiari (Casa dei familiari del Cardinal Branda Castiglioni), edificò la Chiesa dei Santi Stefano e Lorenzo detta La Collegiata e la Chiesa del Santissimo Corpo di Cristo chiamata di Villa, fondò una scuola per tutti i ragazzi della zona (Scuola di Canto e Grammatica di Castiglione Olona) ed un convento per l'Ordine femminile delle Umiliate, riedificò la rocca con la chiesa e la cappella di San Giovanni Battista, e poi dotò il borgo di una biblioteca, cosa rarissima per l'epoca, di tesori inestimabili e fu munifico e generoso con il popolo.

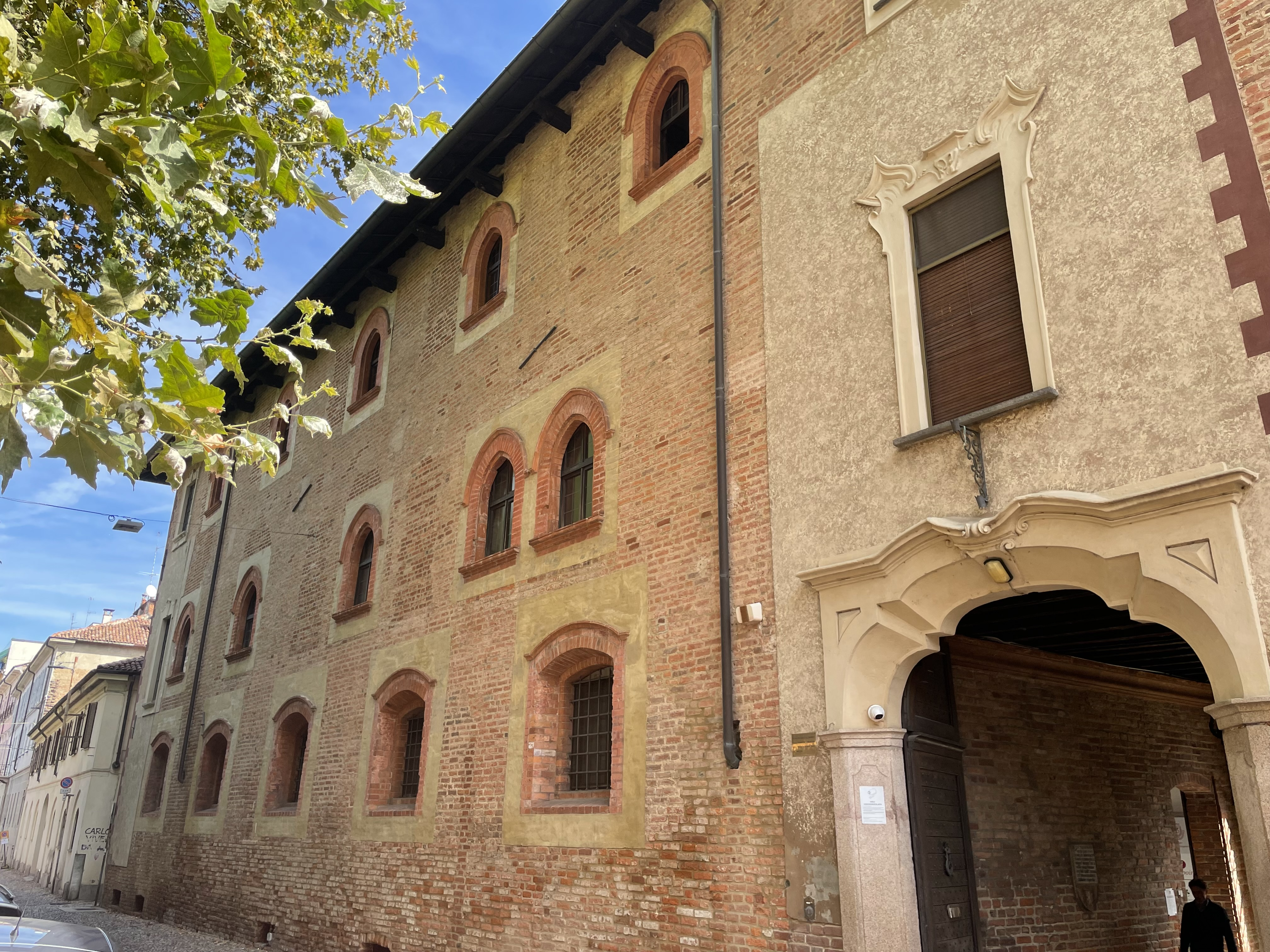
Pavia, collegio Castiglioni Brugnatelli

A Pavia, la città in cui si era laureato, fondò nel 1429, previa approvazione del Pontefice Martino V, il Collegio Universitario di S. Agostino, volgarmente chiamato Collegio Castiglioni, dotandolo di mezzi sufficienti per espletare la sua funzione. A Roma commissionò a Masaccio e Masolino il ciclo di affreschi per la propria cappella dedicata a Santa Caterina nella Basilica di San Clemente al Laterano.